# Brexia montana
Brexia montana är en benvedsväxtart som beskrevs av Henri Perrier de la Bâthie. Brexia montana ingår i släktet Brexia och familjen Celastraceae. Inga underarter finns listade.